# Асфальтено-смоло-парафінові відклади
Асфальтено-смоло-парафінові відклади (АСПВ) — відкладення на робочих поверхнях глибинонасосного обладнання та стінках насосно-компресорних труб (НКТ) до складу яких входять парафіни, силікагелеві смоли, асфальто-смолисті сполуки та ін.
Асфальтено-смоло-парафінові відклади ускладнюють, а в ряді випадків — унеможливлюють, процес видобування рідкої продукції свердловин. Способи боротьби з відкладеннями високов'язких сполук: пересувні парогенераторні установки, які прогрівають стовбур свердловини задля розрідження АСПВ. Інколи застосовують шкребки, магнітні пристрої, хімічні розріджувачі-пластифікатори тощо.

## Загальний опис
Нафта, що складається із суміші легких і важких вуглеводнів, за пластових умов знаходиться, як правило, у термодинамічній рівновазі. При зміні термобаричних умов у привибійній зоні і в свердловині, пов'язаних зі зниженням тиску і температури, порушується фазова рівновага і з суміші вуглеводнів виділяються газоподібні і тверді компоненти. Найважливішою характеристикою утворення твердої фази є температура кристалізації парафіну, що характеризує появу в суміші вуглеводнів перших мікрокристалів парафіну.
При зниженні тиску вільний газ, що виділяється з нафти, знижує її розчинну здатність і утворює межі розділу, які сприяють утворенню твердої фази у вигляді мікрокристалів парафіну та церезину, а також мікроагрегатів асфальтенів та смол. Мікрокристали і мікроагрегати твердої фази, що утворилися, можуть залишатися у зваженому стані і виноситися потоком суміші. В іншому випадку мікрокристали парафіну і церезину, а також мікроагрегати асфальтенів і смол відкладаються у вигляді нашарування твердої фази на внутрішній поверхні шорстких насосно-компресорних труб, особливо в муфтових з'єднаннях. У подальшому цей процес розвивається знижуючи внутрішній переріз підйомника з відповідним зниженням дебіту свердловини. Встановлено, що глибина початку відкладень парафіну збігається з глибиною початку виділення газу. У подальшому під терміном «парафін» будемо розуміти тверді компоненти нафти, що формують відкладення.

Рисунок 1. — Типові профілі відкладень парафіну в підйомнику
а — з постійним збільшенням відкладень до гирла свердловини; б — з частковим зривом відкладень потоком суміші до гирла свердловини;
в — з повним зривом відкладень до гирла свердловини

Характерні профілі відкладень парафіну всередині підйомника показано на рисунку 1. Механізм і характер формування відкладень парафіну залежать від сукупності наступних чинників: тиску насичення в підйомнику, газонасичення нафти (газовий фактор), температурного режиму роботи свердловини, вмісту парафіну в нафті, температури кристалізації парафіну, тиску на гирлі свердловини, обводнення продукції, стану внутрішньої поверхні підйомника (його шорсткість), типу цієї поверхні (гідрофільна або гідрофобна), характеру роботи свердловини (робота з постійним дебітом або в пульсуючому режимі) тощо.
Відкладення парафіну в підйомнику призводять до порушення нормальної роботи свердловини: зниження її дебіту та коефіцієнта корисної дії процесу підйому.
Для запобігання відкладення парафіну у процесі роботи свердловини створюють умови, що попереджують формування відкладень парафіну або полегшують їх зрив із внутрішньої поверхні підйомника.
Цей підхід включає такі методи: зниження шорсткості внутрішньої поверхні НКТ шляхом нанесення на неї скла, емалі, епоксидної смоли або спеціальних лаків; використання спеціальних хімічних реагентів, які називаються інгібіторами парафіновідкладень. Сутність такого методу полягає не тільки в гідрофілізації внутрішньої поверхні підйомника за рахунок адсорбції на ній хімічних реагентів, але і в адсорбції цих реагентів на кристалах парафіну, що утворилися, і формуванні на них тонкої гідрофільної плівки, яка перешкоджає росту кристалів парафіну, їх злипанню та відкладенню твердої фази на стінах НКТ. Сьогодні застосовуються інгібітори парафіновідкладень на базі водорозчинних і нафторозчинних ПАР.

## Склад Асфальтено-смоло-парафінових відкладів
Склад асфальтено-смоло-парафінових відкладень суттєво залежить не лише від властивостей та складу сирих нафт, а також від умов випадання органічних відкладень. Склад асфальтено-смоло-парафінових відкладів змінюється в широких межах залежно від безлічі факторів у свердловинах та системах збирання нафти, і містить:
- парафіни від 12 до 86 %;
- сира вмсоков'язка нафта від 6,3 до 50 %;
- смоли від 0,8 до 20 %;
- асфальтени від 0,3 до 45 %;
- неорганічні включення до 37 %.

## Боротьба з відкладанням парафінів і асфальтенів
При фільтрації нафти до вибоїв свердловин знижується температура і тиск, виділяється вільний газ. Внаслідок охолодження потоку нафти знижується її розчинна здатність, виділяються твердий парафін, асфальтени і смоли. Вони можуть відкладатись у привибійній зоні, підйомних трубах, шлейфі, збірному трубопроводі та резервуарах.
Найінтенсивніше парафін відкладається у підйомних трубах. Товщина його шару збільшується від нуля на глибині 900  300 м до максимуму на глибині 200 — 50 м, а потім зменшується за рахунок змивання відкладів потоком. Відклади парафіну приводять до збільшення гідравлічних опорів потоку та зниження дебіту.
Парафін відкладається на твердих поверхнях: на механічних домішках нафти, на стінках обладнання, причому парафін, який виділяється всередині нафтового потоку, практично не бере участі у формуванні відкладів. В цьому випадку його кристали відкладаються, в основному, на дні резервуарів. Тому доцільніше добитися, щоб увесь парафін виділявся всередині нафтового потоку.
Процес відкладання парафіну має адсорбційний характер. Тому захисні покриття труб гідрофільними полімерними матеріалами є ефективним методом боротьби з відкладаннями парафіну. Для захисних покриттів використовують лаки (бакелітовий, епоксидний, бакеліто-епоксидний модифікований), а також скло та склоемалі.
Додавання до нафтового потоку хімічних реагентів (водо- і нафторозчинних ПАР) сприяє гідрофілізації стінок труб, збільшенню кількості центрів кристалізації парафіну в потоці, підвищенню дисперсності частинок парафіну в нафті.
Використання змінного магнітного поля також сприяє збільшенню кількості центрів кристалізації в нафтовому потоці і попереджує відкладання парафіну на поверхні обладнання.
Для ліквідації відкладів парафіну використовують різні методи видалення парафіну, що відкладається.
- 1. Теплові  прогрів колони НКТ перегрітою парою, що закачується у свердловину за допомогою спеціальної паропересувної установки. Така технологія називається пропарюванням НКТ. Серед інших методів: прокачування гарячої нафти; використання спеціальних нагріваючих кабелів, що спускаються всередину НКТ. При подачі на кабель напруги він розігрівається, а парафін, що відклався, розплавляється і виноситься потоком продукції за межі гирла.

При застосування теплового методу ліквідації відкладів парафіну проводять періодичне закачування в затрубний простір свердловини гарячої нафти (газоконденсату), перегрітої водяної пари або пароповітряної суміші. При підвищенні температури парафін розтоплюється і видаляється разом із закачуваною і видобувною нафтою з НКТ та з викидного трубопроводу.
Для одержання водяної пари застосовують пересувні парові установки, наприклад, типу ППУА-1200/100, які змонтовані на шасі автомобіля КрАЗ і призначені для депарафінізації НКТ у свердловинах та викидних ліній. Для нагрівання нафти застосовують, наприклад, агрегат 1АДП-4-150, який забезпечує витрату 8,2  14,5 м3/год при температурі 150—110 0С і тиску 20 — 16 МПа. Його можна використовувати також для депарафінізації трубопроводів, трапів (сепараторів), мірників тощо.
- 2. Механічні — використання різних за формою та конструкцією скребків, що спускаються в підйомник або на дроті за допомогою спеціальних автоматизованих лебідок, які встановлюють на гирлі свердловини, або так званих автоматичних літаючих скребків. Конструктивно скребок влаштований таким чином, що при спуску напівкруглі за формою пластинчасті ножі складені і скребок вільно спускається в НКТ. При підйомі ножі розкриваються, їх діаметр стає рівним внутрішньому діаметру НКТ і вони зрізують парафін, що відклався, який потоком продукції виноситься за межі гирла свердловини.

Шкребки опускають і піднімають на дроті (тросі) за допомогою автоматичного депарафінізаційного устаткування (наприклад, типів АДУ-3 і УДС-1 або їх аналогів).
Автоматичні літаючі шкребки піднімаються під дією напору газонафтового потоку, а опускаються у свердловину під дією власної ваги. При штангово-насосній експлуатації свердловин шкребки прикріплюють до колони штанг.
Викидні трубопроводи періодично очищують від парафіну за допомогою гумових куль (торпед), які рухаються під дією напору потоку рідини .
- 3. Хімічні — використання різних розчинників парафінових відкладень, що закачуються у свердловину.